# Can Dosrius (Figaró-Montmany)
Can Dosrius és una masia de Figaró-Montmany (Vallès Oriental) inclosa a l'Inventari del Patrimoni Arquitectònic de Catalunya.

## Descripció
Masia aïllada i protegida per un mur de contenció fet de pedra i que forma l'era davant de la casa, tenint a l'altre costat una quadra per a cavalls i una pallissa.
Al mur lateral hi ha una finestra allindada i dues finestretes, una de les quals en forma d'espitllera. Tres grans contraforts reforcen l'altíssim mur, un dels quals està destruït.
La teulada té l'aiguavés a façana, on hi ha forats que serviren en el seu moment per encastar bigues de fusta, potser d'un porxo. La llinda de la porta principal duu la data. A la dreta, hi ha una altra porta en què els muntants formen un arc en funció de mènsula.
A l'interior hi ha una porta amb arc conopial amb tres rosetes en relleu i motllures.

## Història
Edifici datat al 1793. La datació del segle xvii la sabem per referència de la propietària, sra. Angela Sanz.